# Pleśno (Bisztynek)
Pleśno (deutsch Plößen) ist ein Dorf in der polnischen Woiwodschaft Ermland-Masuren. Es gehört zur Gmina Bisztynek (Stadt- und Landgemeinde Bischofstein) im Powiat Bartoszycki (Kreis Bartenstein).

## Geographische Lage
Pleśno liegt am Ostufer der Zaine (polnisch Sajna) in der nördlichen Mitte der Woiwodschaft Ermland-Masuren, neun Kilometer nordwestlich der Stadt Reszel (deutsch Rößel) und 21 Kilometer südöstlich der Kreisstadt Bartoszyce (Bartenstein).

## Geschichte

### Ortsgeschichte
Als Plesno wurde das Dorf, das nach 1912 Plössen genannt wurde, im Jahre 1336 gegründet. 1785 war Plößen ein „königliches Dorf“ mit 41 Feuerstellen. Im 19. Jahrhundert wurde der Ort Plößenhof (polnisch Pleśnik) als Wohnplatz eingemeindet. Von 1874 bis 1945 war Plößen ein Teil des Amtsbezirks Sturmhübel (polnisch: Grzęda), der zum Kreis Rößel im Regierungsbezirk Königsberg (ab 1905: Regierungsbezirk Allenstein) in der preußischen Provinz Ostpreußen gehörte.
Aufgrund der Bestimmungen des Versailler Vertrags stimmte die Bevölkerung in den Volksabstimmungen in Ost- und Westpreussen am 11. Juli 1920 über die weitere staatliche Zugehörigkeit zu Ostpreußen (und damit zu Deutschland) oder den Anschluss an Polen ab. In Plößen stimmten 240 Einwohner für den Verbleib bei Ostpreußen, auf Polen entfielen keine Stimmen.
1945 kam Plößen in Kriegsfolge mit dem gesamten südlichen Ostpreußen zu Polen und erhielt die polnische Namensform „Pleśno“. Heute ist es eine Ortschaft im Verbund der Stadt- und Landgemeinde Bisztynek (Bischofstein) im Powiat Bartoszycki (Kreis Bartenstein), bis 1998 der Woiwodschaft Olsztyn, seither der Woiwodschaft Ermland-Masuren zugehörig.

### Einwohnerzahlen
| Jahr | Anzahl |
| ---- | ------ |
| 1820 | 295    |
| 1885 | 344    |
| 1905 | 298    |
| 1910 | 300    |
| 1933 | 320    |
| 1939 | 352    |
| 2021 | 35     |

## Kirche
Vor 1945 war Plößen in die evangelische Kirche Rößel in der Kirchenprovinz Ostpreußen der Kirche der Altpreußischen Union sowie in die katholische Kirche in Sturmhübel (polnisch: Grzęda) im damaligen Bistum Ermland eingepfarrt.
Heute gehört Pleśno katholischerseits weiterhin zu Grzęda, das nun im  Erzbistum Ermland liegt. Evangelischerseits orientieren sich die Einwohner nach Bartoszyce (Bartenstein), einer Filialgemeinde der Pfarrei Kętrzyn (Rastenburg) in der Diözese Masuren der Evangelisch-Augsburgischen Kirche in Polen.

## Verkehr
Pleśno liegt an einer Nebenstraße, die die beiden Woiwodschaftsstraßen 592 und 594 miteinander verbindet. Eine Bahnanbindung besteht nicht.